# Enrico Conca
Enrico Conca (Sant'Angelo Lodigiano, 21 settembre 1932) è un ex calciatore italiano.

## Carriera
Tra il 1950 ed il 1952 ha giocato 7 partite e segnato un gol in Serie A con la maglia dell'Atalanta.

## Palmarès

### Club

#### Competizioni nazionali
- IV Serie: 1

Marzoli Palazzolo: 1957-1958